# Rapport Caillet

Le Rapport Caillet est un rapport rédigé par Maurice Caillet en 1978-1979 concernant la situation de la Bibliothèque nationale de France, particulièrement du point de vue de la conservation.
Au cours de l’année 1978, Alice Saunier-Seité, ministre des Universités a constitué une commission afin d’étudier l’état des collections de la Bibliothèque nationale et de proposer les mesures nécessaires à leur sauvegarde. Cette commission fut mise en place en octobre 1978 et la présidence en fut confiée à Maurice Caillet, inspecteur général honoraire des bibliothèques. Par une lettre du 1er septembre 1978, l'administrateur général de la Bibliothèque nationale, Georges Le Rider, demandait à Maurice Caillet d'effectuer une mission sur l'état des collections imprimées de la Bibliothèque. 
Une conférence réunissant les responsables de la Library of Congress, de la British Library, de la Bayerische Staatsbibliothek de Munich et de la Bibliothèque nationale s’est tenue à Paris en septembre 1978 et a montré que les principales bibliothèques nationales avaient à résoudre des difficultés analogues en ce qui concerne la conservation du papier. 
La commission a fait porter son enquête sur les collections de huit départements : Livres imprimés, Périodiques et Publications officielles (déménagés en 1998 sur le site François-Mitterrand) ; Musique, Manuscrits, Cartes et Plans, Estampes et Photographies, et Arts du Spectacle (demeurés sur les sites Richelieu et Louvois). Cette mission aboutit à la présentation d'un rapport préliminaire sur les objectifs et les moyens du plan de sauvegarde des collections de la Bibliothèque nationale de France remis le 26 février 1979. Le 14 mai 1979 M. Caillet a remis au ministre des Universités un rapport détaillé, et préconisait un plan de sauvegarde des collections.
Ce rapport se compose de cinq parties : constatations et ampleur des dommages menaçant les collections des départements des Livres imprimés, des Cartes et plans, des Estampes et des Périodiques ; actions à mener parallèlement, reproduction et restauration ; pluralité des procédés à mettre en œuvre ; définition d'unités de travail ; évaluation des moyens et des rythmes de réalisation ; six annexes.
Les dommages sont de deux sortes : l'autodestruction du papier et l'usure des documents due à la fréquence des demandes de communication et de reproduction.
Ses conclusions étaient et sont restées très alarmantes : « si une action énergique n’est pas entreprise, une part considérable des documents entrés à la Bibliothèque nationale depuis cent ans disparaîtra : au département des Livres imprimés, les deux tiers des deux millions de livres français publiés entre 1875 et 1960 sont ou seront bientôt dans un état critique ; 90 000 volumes se trouvent déjà hors communication. Or, la Bibliothèque nationale est la seule collection publique à posséder, du fait du dépôt légal, la quasi-totalité des œuvres imprimées en France. Une partie d’entre elles ne se trouve dans aucune autre bibliothèque : c’est donc une part de notre mémoire culturelle qui est menacée. »
Le rapport Caillet, après avoir constaté la réalité des faits, proposait un plan de sauvegarde de notre patrimoine imprimé contemporain. Il préconisait deux actions immédiates, l’une liée au transfert des informations, l’autre liée à la matérialité des documents : soit la photographie des documents en péril, qui, dans l’usage courant, devait remplacer la consultation des originaux par celle de microfilms ou de microfiches ; soit la consolidation ou la restauration des originaux, pour que nous disposions toujours d’un recours en matière d’authenticité et leur reliure systématique. Cependant, des doubles traitements de type consolidation en doublant des feuillets avant les prises de vues étaient souvent nécessaires. Le rapport Caillet insistait également sur la nécessité de mettre au point un procédé de désacidification de masse du papier, qui en éliminerait le ferment destructeur.
Robert Poujade, président du conseil d’administration de la Bibliothèque nationale, a fait connaître le 21 juin 1979, dans une conférence de presse, quelles étaient les intentions du gouvernement : à partir de 1980, le ministre des Universités attribua une subvention annuelle de dix millions de francs à la Bibliothèque nationale jusqu’à ce que cette dernière ait pu mettre hors de danger et maintenir à la disposition des chercheurs la production imprimée française des cent dernières années.
La réalisation du plan de sauvegarde démarra en partie à Paris, dans les nouvelles installations du service restauration du site Richelieu, pour les manuscrits, les estampes, les cartes et plans, les imprimés musicaux, mais aussi à Sablé-sur-Sarthe et à Provins, où le ministre des Universités a décentralisé deux unités de travail de la Bibliothèque nationale. Le château de Sablé accueille le centre technique Joël Le Theule, dont les installations sont destinées au traitement du livre imprimé, et le couvent des cordelières de Provins est consacré jusqu’aux années 2000 au traitement des collections de la presse.
Maurice Caillet a permis de prendre conscience, chiffres à l'appui, du danger de perdre « la mémoire du monde » pour sa partie française, si aucune action d'envergure n'était mise en œuvre.

## Article lié
- Maurice Caillet (bibliothécaire)

## Rapports
- Maurice Caillet, Rapport préliminaire sur les objectifs et les moyens du plan de sauvetage des collections de la Bibliothèque nationale, 26 février 1979
- Maurice Caillet, Deuxième rapport sur les objectifs et les moyens du plan de sauvetage des collections de la Bibliothèque nationale, 14 mai 1979

Ces rapports peuvent être consultés au centre de documentation de la direction du Livre et de la Lecture du ministère de la Culture.